# Dimadjou
Dimadjou är en ort i Komorerna.   Den ligger i distriktet Grande Comore, i den nordvästra delen av landet, 28 km norr om huvudstaden Moroni. Dimadjou ligger 820 meter över havet och antalet invånare är 1 089.
Terrängen runt Dimadjou är kuperad åt nordost, men åt sydväst är den bergig. Havet är nära Dimadjou österut.  Närmaste större samhälle är Mbéni, 3,4 km söder om Dimadjou. 